# Tenture des Valois

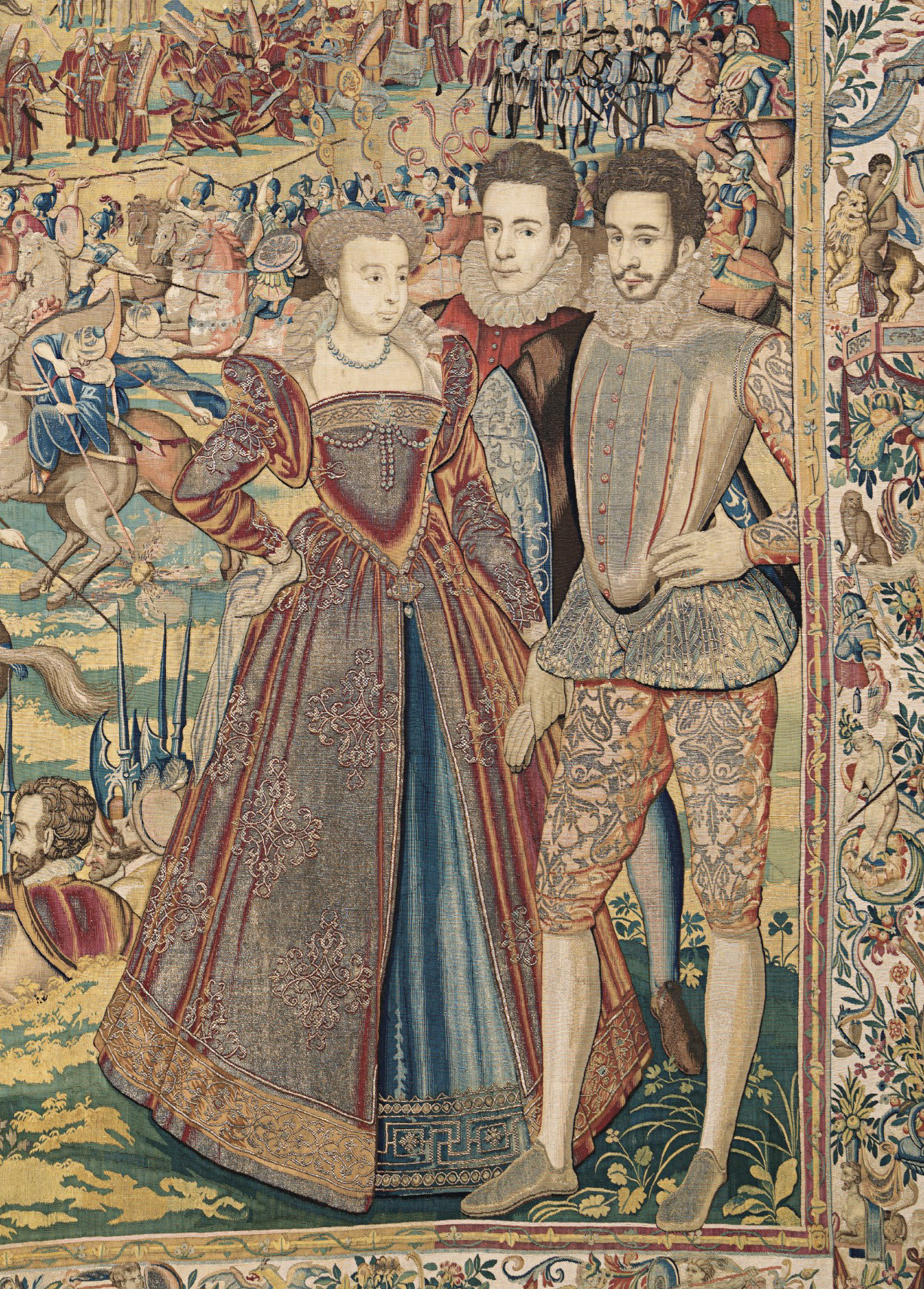
Marguerite de Valois et son frère François d'Anjou représentés sur l'une des tapisseries.

La tenture des Valois ou tenture des Fêtes des Valois, est une série de huit tapisseries, représentant les festivités de la cour de France de la seconde moitié du XVIe siècle. Ces tapisseries ont été tissées vers 1581-1584 à Bruxelles, alors dans les Pays-Bas espagnols.

## Description
L'étude de ces tapisseries n'a pas pu permettre d'établir clairement l'identité de leur commanditaire, ni l'identité de la personne pour qui elles ont été réalisées. Ces tapisseries ont été possédées par Catherine de Médicis, mère des Valois, mais elles ne sont pas notées dans son inventaire après-décès. La reine-mère les a probablement léguées à sa petite-fille Christine de Lorraine, à l'occasion de son mariage en 1589 avec Ferdinand de Médicis, grand-duc de Toscane. Les tapisseries appartiennent aujourd'hui à la Galerie des Offices, à Florence.